# Muzikus
MUZIKUS s. r. o. je nakladatelství a vydavatelství se sídlem v Praze. V současné době do jeho portfolia spadá komunitní hudební portál muzikus.cz, dále vydává časopis Muzikus, časopis Harmonie a katalog Muzikontakt a věnuje se rovněž knižní produkci.